# DC Animated Universe

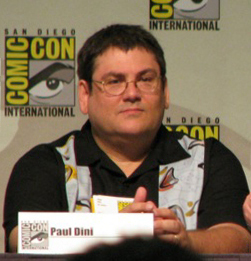
Photo de Paul Dini, un des contributeurs du DCAU, lors du Comic Con de San Diego en 2007

Le DC Animated Universe, généralement abrégé DCAU, est un univers de fiction développé sur différents médias et mettant en scène les super-héros de l'univers DC Comics, notamment la Ligue de justice d'Amérique.
Cet univers a également été surnommé le Diniverse (en référence à l'auteur Paul Dini) mais est plus généralement connu comme le Timmverse, en référence à Bruce Timm, principal créateur du DCAU et son plus grand contributeur, notamment en tant que chara-designer, story-boarder, producteur, scénariste, réalisateur et comédien.
Il convient de noter que ce terme, qui permet de désigner une même continuité, a été originellement employé par les fans.

## L'univers canon
En 1992, la série animée Batman, la série animée est produite par Bruce Timm, Paul Dini et Alan Burnett. L'univers partagé proprement dit du DCAU ne commence qu'avec la réalisation de Superman, l'Ange de Metropolis, par les mêmes auteurs, qui crée des liens avec la série Batman dès son épisode pilote.

### Les séries animées
Plusieurs autres séries voient le jour, utilisant des personnages communs, créant des rapports entre elles (crossover, spin-off), et faisant référence à des évènements se déroulant dans les précédentes séries animées.
- Batman, la série animée
- Superman, l'Ange de Metropolis
- Batman, les nouvelles aventures
- Batman, la relève
- La Ligue des justiciers

### Les séries dérivées
- Static Choc
- Le Projet Zeta

### Les films
Des films animés sont également diffusés, au cinéma ou directement à la vente, et complètent l'univers restreint (canon) du DCAU.
- Batman contre le Fantôme masqué
- Batman et Mr Freeze : Subzero
- Batman, la relève : Le Retour du Joker
- Batman : La Mystérieuse Batwoman
- Chase Me (court-métrage)

## L'univers étendu
Parallèlement à la production des séries susmentionnées, diverses histoires sont écrites, sous différents médias et différents styles. Si les personnages et les styles graphiques sont parfois réutilisés, certains éléments laissent à penser que ces histoires ne peuvent être intégrés avec certitude dans la même continuité.

### Les web-séries
Les web-séries Les Filles de Gotham et Lobo ont ainsi un design fortement simplifié, du fait des contraintes techniques, mais également un ton respectivement très enfantin et très violent.
- Les Filles de Gotham
- Lobo

### Les comics
Les comics dérivés du DCAU sont principalement dessinés selon le design des séries dont elles sont issues. Si certaines séries (Adventures in the DC Universe notamment) raconte des évènements en contradiction complète avec ceux narrés dans les séries animées, la majorité cherche à accompagner, compléter, ou faire référence aux épisodes.
- The Batman Adventures
- Batman & Robin Adventures
- The Batman Adventures: The Lost Years
- Batman: Gotham Adventures
- Batman Adventures
- Superman Adventures
- Adventures in the DC Universe
- Justice League Adventures
- Justice League Unlimited
- Batman Beyond
- Gotham Girls
- Batman: Harley and Ivy

### Les jeux vidéo
- Batman: The Animated Series
- The Adventures of Batman and Robin
- Superman sur Nintendo 64
- Batman of the Future: Return of the Joker
- Batman: Chaos in Gotham
- Batman: Gotham City Racer
- Batman Vengeance
- Superman: Shadow of Apokolips
- Justice League: Injustice for All
- Superman: Countdown to Apokolips
- Batman: Rise of Sin Tzu
- Justice League: Chronicles